# 曹新平
曹新平（1956年1月—），男，汉族，浙江宁波人，中华人民共和国政治人物。江苏师范学院（今苏州大学）政史系毕业，中共江苏省委党校政治经济学专业在职研究生学历。

## 生平
1956年1月出生于江苏徐州。1971年1月参加工作。1984年5月加入中国共产党。历任中共苏州市平江区委副书记、代区长、区长，中共金阊区委书记，中共昆山市委书记、昆山经济技术开发区党工委书记等职。2006年6月，任中共徐州市委副书记、代市长，2007年1月正式当选市长。2009年7月，任中共徐州市委书记。2016年1月，卸任中共徐州市委书记职务，并被补选为苏州市政协副主席，兼党组书记。